# استان گغارکونیک
گغارکونیک ارمنی: Գեղարքունիք Armenian pronunciation: [ɡɛʁɑɾkʰuˈnikʰ] یک از استان‌های جمهوری ارمنستان می‌باشد که در شرق این کشور واقع شده‌است. مساحت این استان ۵۳۴۸ کیلومتر مربع و مرکز این استان شهر گاوار است.

## عوارض جغرافیایی

### دریاچه سوان
دریاچه سوان سطح بزرگی از این استان را پوشانده و حوضه آبریز این دریاچه تشکیل شده از جویبارهای فراوانی که به رودخانه هرازدان و از آنجا به رود ارس فرو می‌ریزند.

### کوه‌ها
کوه‌های زیادی در سطح گغارکونیک پراکنده‌اند مانند کوه آژداهاک (۳٬۵۹۷ متر).
- کوه واردنیس - ۳۵۲۲ متر - رشته‌کوه واردنیس
- گنداسار - ۲۹۴۶ متر - رشته‌کوه گغاما
- قله کاشاتاغ - ۲٬۹۰۱ متر - رشته‌کوه سوان
- آژداهاک - ۳٬۵۹۷ متر -
- کوه آرتانیش - ۲۴۶۱ متر -
- پوراک - ۲٬۸۰۰ متر -
- رود گتیک - ۵۸ کیلومتر

## تقسیمات استانی
شمار آبادی‌های این استان ۹۸ پارچه است.
استان گغارکونیک 92 communities (هامایانکنر hamaynkner), تشکیل شده‌است که از آنها ۵ شهری هستند و ۸۷ روستایی هستند.

### شهرک‌ها یا communities شهری
| تصویر | شهر (شهرک) | استان     | بنیانگذاری | مساحت (کیلومترمربع) | جمعیت (سرشماری ۲۰۱۱) |
| ----- | ---------- | --------- | ---------- | ------------------- | -------------------- |
|       | چامباراک   | گغارکونیک | دهه ۱۸۳۰   | ۶                   | ۵٬۸۵۰                |
|       | گاوار      | گغارکونیک | ۱۸۳۰       | ۱۶                  | ۲۰٬۷۶۵               |
|       | مارتونی    | گغارکونیک | ?          | ۱۰                  | ۱۲٬۸۹۴               |
|       | سوان       | گغارکونیک | ۱۸۴۲       | ۸٫۵                 | ۱۹٬۲۲۹               |
|       | واردنیس    | گغارکونیک | ۱۸۳۰       | ۱۰                  | ۱۲٬۶۸۵               |

### روستاها یا communities روستایی
| - آغبرک - آخپرادزور - آکونک - آنتارامج - آرگونی - آرپونک - آرتانیش - آرتسوانیست - آرتسواشن - آستغادزور - آوازان - آیگوت - آیرک - آزات - بردکونک - چکالووکا - داراناک - ددماشن - دپراباک - دراختیک - دزوراگیوغ - دزوراوانک - گاندزاک - گغاکار - گغاماباک - گغاماسار - گغاماوان - گغارکونیک - گغهوویت | - گتیک - هایراوانک - جاغاتسادزور - جیل - کاخاکن - کالاوان - کارچآغبیور - کارمیرگیوغ - خاچآغبیور - کوت - کوتاکان - لانجآغبیور - لچاپ - لچاشن - لچاوان - لیچک - لوساکونک - مادینا - ماکنیس - مارتونی - متس ماسریک - نرکین گتاشن - نرکین شورژا - نوراباک - نوراکرت - نوراشن - نوراتوس - پامباک - پوگر ماسریک | - ساروخان - سیمیونوفکا - شاتجرک - شاتوان - شورژا - ستک - ورفاوان - ترتوک - تساغکاشن - تساغکونک - تساکار - تساپاتاغ - تسوواگیوغ - تسوواسار - تسووازارد - تسوواک - تسووینار - تتوجور - واغاشن - واهان - وانوان - واردادزور - واردنیک - وارسر - ورین گتاشن - ورین شورژا - یرانوس - زولاکار - زووابر |

#### Non-community villages
- بارپات، متعلق به کالاوان community.
- گاگارین، متعلق به سوان (ارمنستان) community.
- لرناهوویت، متعلق به گغهوویت community.

#### روستاهای سابق
- چاپکوت، متعلق به آیگوت community.
- نشخارک، متعلق به گغهوویت community.
- زاریور، متعلق به کوتاکان community.

## اماکن مذهبی و تاریخی
سازه‌های تاریخی، گردشگری و مذهبی این استان عبارتنداز:
- باغ گیاه‌شناسی سوان
- صومعه آختالا
- صومعه ساناهین
- صومعه هاقپات
- دریاچه سوان
- صومعه وانوان
- فرودگاه استپاناوان
- کلیسای سارگیس مقدس، تسووینار

گغارکونیک
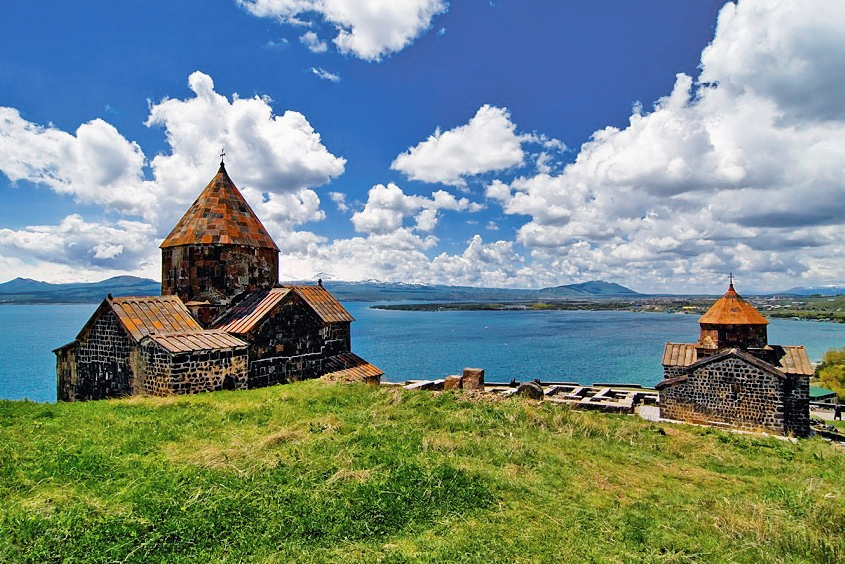
سواناوانک
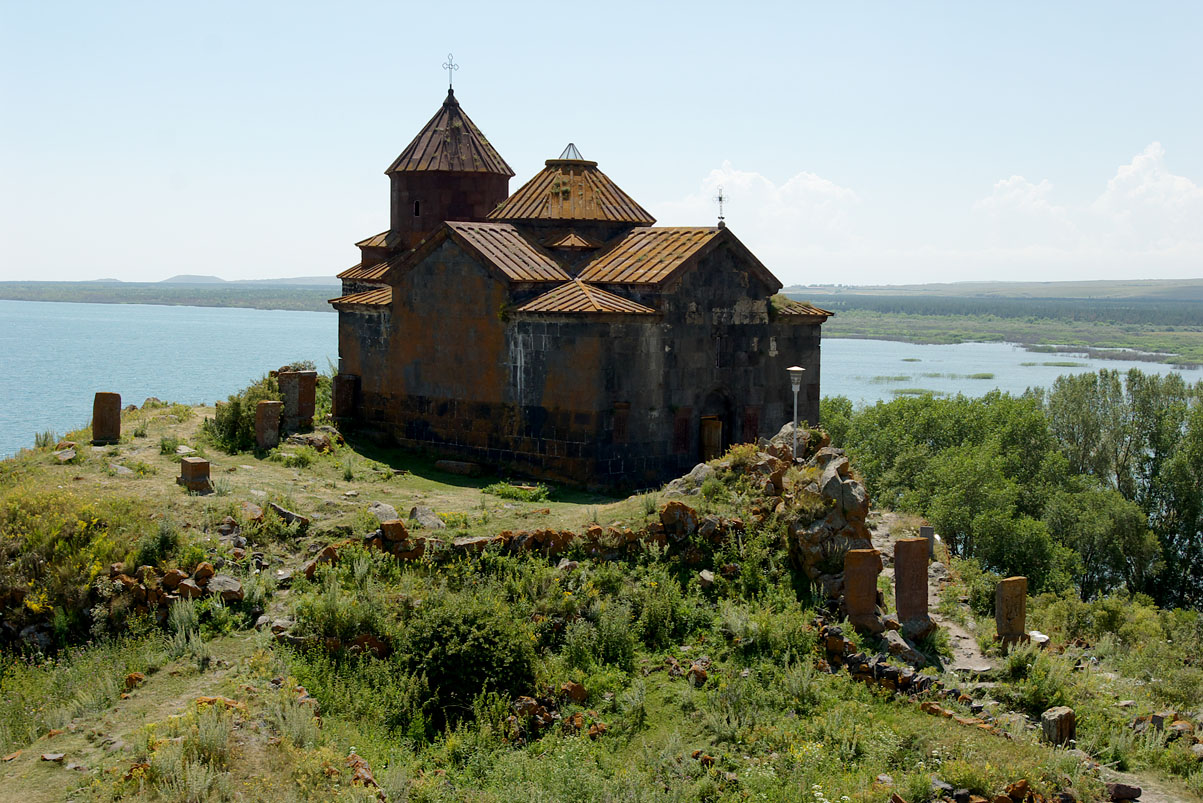
صونعه هایراوانک
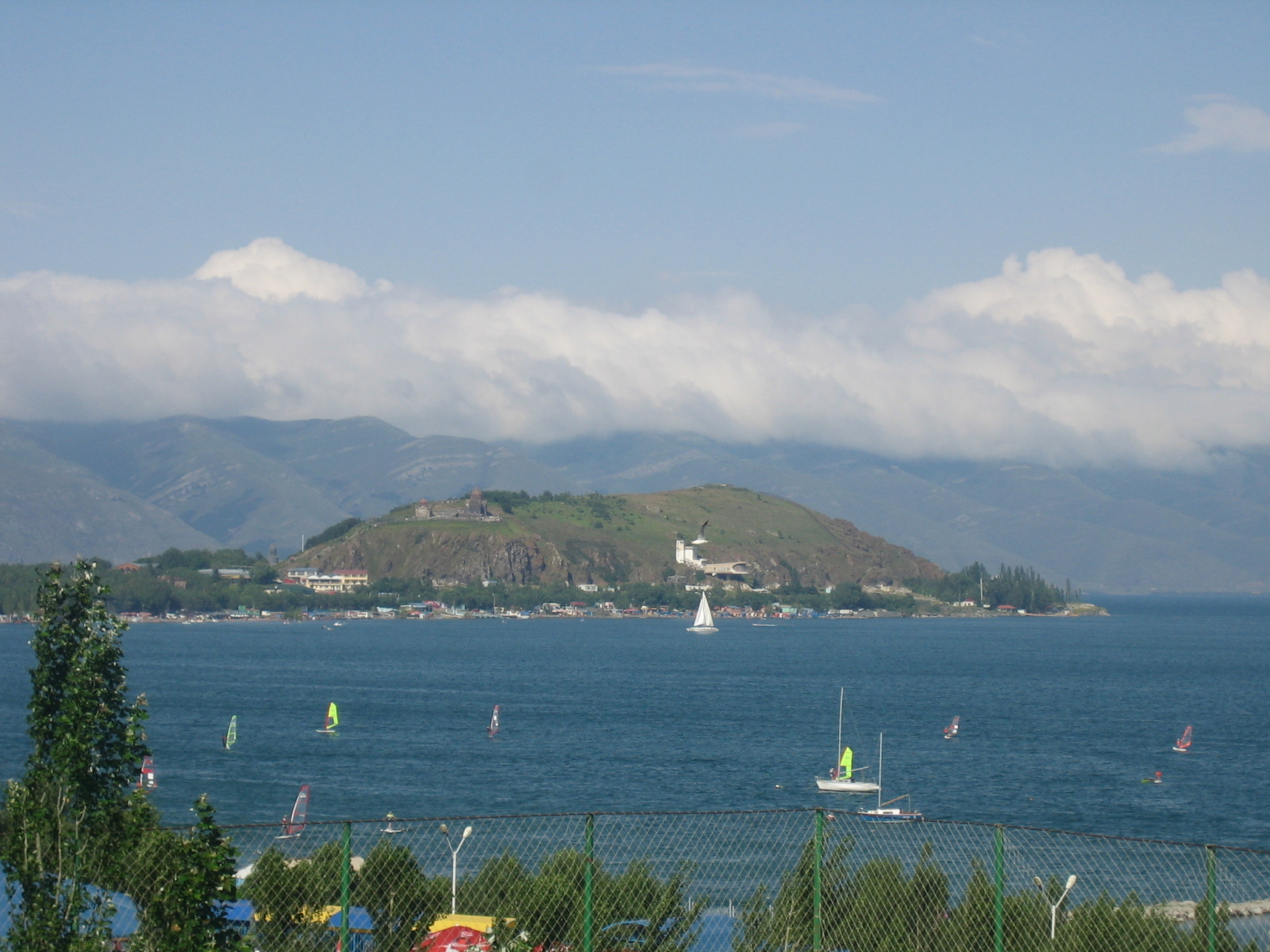
شبه‌جزیره سوان
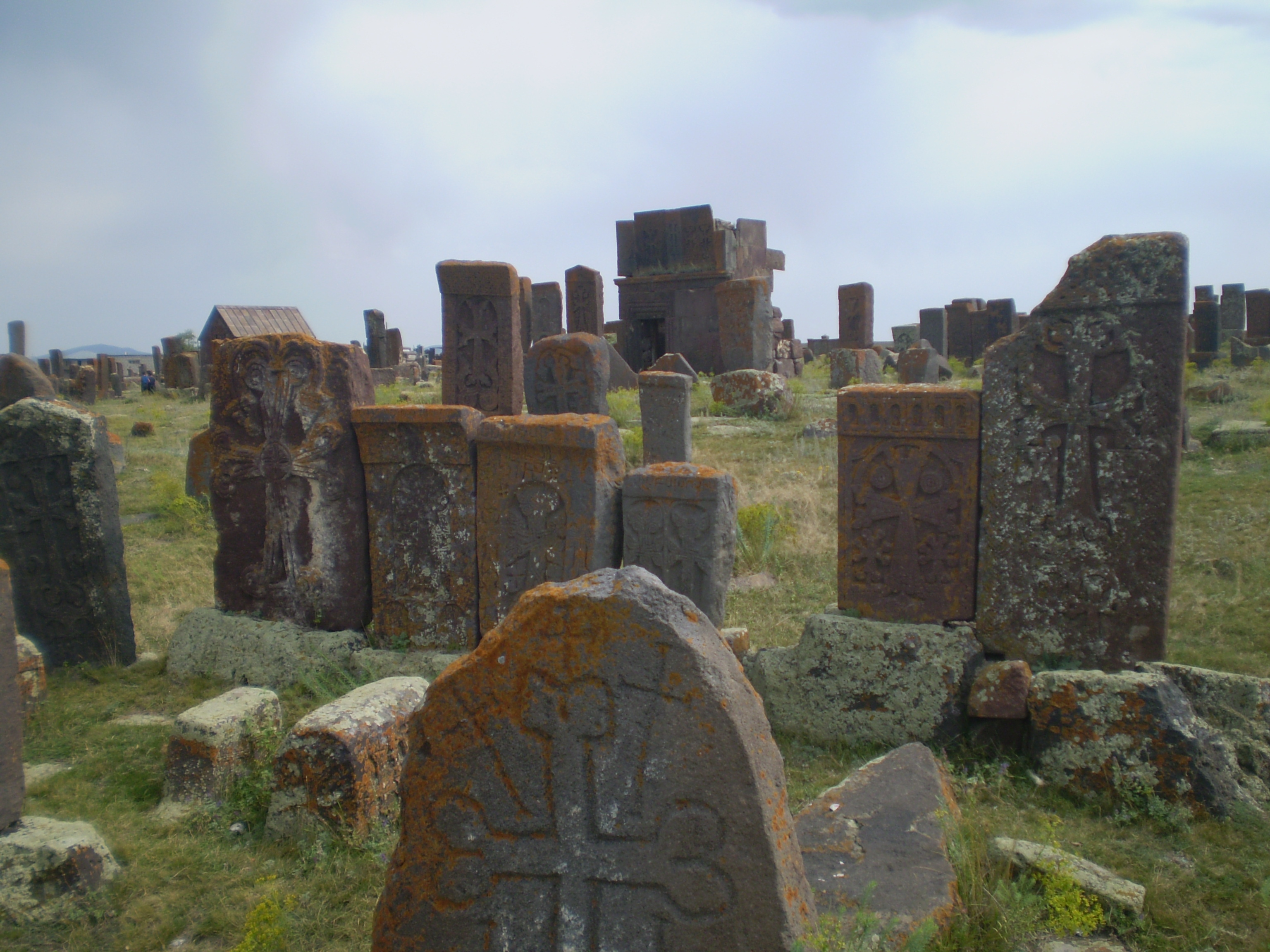
گورستان نورادوز
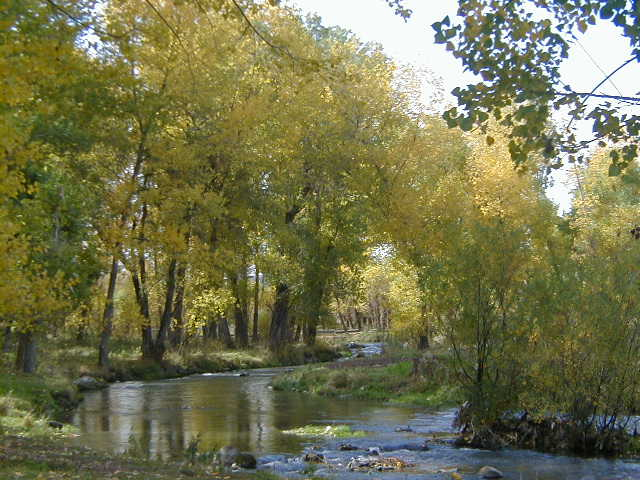
طبیعت گاوار
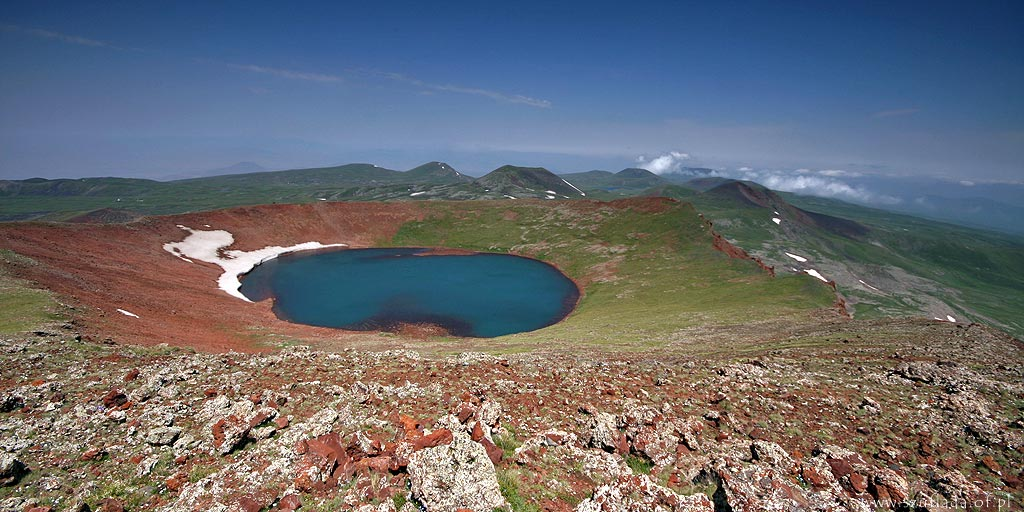
کوه آژداهاک